# Klebsormidiaceae
Famille
Les Klebsormidiaceae sont une famille de l'ordre des Klebsormidiales (classe des Klebsormidiophyceae).

## Étymologie
Le nom vient du genre type Klebsormidium qui fut proposé en 1972 en hommage au botaniste allemand Georg Albrecht Klebs pour résoudre la confusion sur le genre Hormidium (en) nom d'une orchidée précédemment donné à l'algue. Le nom est une sorte de mot-valise composé de "klebs" et de "hormidium" sans sa première lettre.

## Liste des genres
Selon BioLib (7 janvier 2022) :
- Entransia E.O. Hughes
- Hormidiella M.O.P. Iyengar & S. Kanthamma
- Klebsormidium P.C.Silva, Mattox & W.H.Blackwell

Selon ITIS (7 janvier 2022) :
- Klebsormidium Silva, Mattox & Blackwell

Selon NCBI (7 janvier 2022) :
- Interfilum R.Chodat, 1922
- Klebsormidium P.C.Silva & al.